# Dannenrod
Dannenrod ist ein Stadtteil von Homberg (Ohm) im mittelhessischen Vogelsbergkreis.

## Geographie
Dannenrod liegt am Rande des Vogelsbergs im Tal des Fuchsbaches, nordwestlich von Homberg (Ohm). Die Ortslage befindet sich auf der Wasserscheide zwischen der Ohm und der Gleen.
Durch den Ort verläuft die Landesstraße 3343.
Nachbarorte
| Niederklein     | Schmitthof                                  | Lehrbach        |
| Schweinsberg    | Kompassrose, die auf Nachbargemeinden zeigt | Erbenhausen     |
| Nieder-Ofleiden | Homberg                                     | Neu-Ulrichstein |

## Ortsgeschichte

### Mittelalter
Um Dannenrod und Appenrod waren acht Siedlungen konzentriert, deren Ortsnamen alle auf „rod“ oder „hain“ endeten. Diese Namensbildung verweist in der Regel auf die Zeit des Landesausbaus zwischen dem 11. und 13. Jahrhundert. Von diesen acht Orten fielen sechs im Spätmittelalter wieder wüst.
Die Ersterwähnung von Dannenrod erfolgte im Jahr 1315 als Tenrade. Hier wird auch die Siedlungsform villa für den Ort genannt. Dagegen findet sich in einer Urkunde von 1338 der Eintrag „zu Deinerode“. 1346 erfahren wir, dass Dannenrod nahe bei der späteren Wüstung Buchhain lag und Sitz eines Gerichts war. Die Textpassage in der Urkunde lautet: „ex curia nostra in Denrode juxta Bucheyn sita“ (Aus unserem Gericht Denrode bei Buchhain gelegen). Ebenfalls wird in dieser Urkunde der „miles Eckehardus dictus de Buchan“ (Der Ritter Eckehard, genannt von Buchhain) erwähnt. Diese adlige Familie erscheint im 14. Jahrhundert mehrmals urkundlich. Sie besaß in Dannenrod mehrere Höfe. Den Hauptsitz hatten die Ritter von Buchhain wohl in gleichnamigen Ort.
In einem Dorsualvermerk wurde ebenfalls 1346 als Wüstung bezeichnet: „Denrode ist eyn wustenunge unde lgit bij Homburg.“ Wie Höingen und Schadenbach wurde Dannenrod im 16. Jahrhundert wieder aufgebaut.
Der Ortsname Deinenrode war von dem Rufnamen Dagino abgeleitet. Der heutige Name Dannenrod lehnt sich an an die historische Form Danrode, was von dem Wort Tanne herrührt.

### Neuzeit
Die Statistisch-topographisch-historische Beschreibung des Großherzogthums Hessen berichtet 1830 über Dannenrod:

„Dannerod (L. Bez. Kirtorf) evangel. Filialdorf; liegt auf einem Basalthügel 1 3⁄4 St. von Kirtorf, hat 37 Häuser und 235 Einw., die außer 1 Kath. evangelisch sind. In der Nähe finden sich viele wild durcheinander liegende Sandsteinblöcke, welche Gegend der Hansteinsgraben genannt wird, und wegen ihres düsteren Charakters einen etwas schauerlichen Eindruck macht.“

Hessische Gebietsreform (1970–1977)
Zum 1. Oktober 1971 wurde die bis dahin selbständige Gemeinde Dannenrod im Zuge der Gebietsreform in Hessen zeitgleich mit zehn weiteren Gemeinden auf freiwilliger Basis als Stadtteil in die Stadt Homberg (Ohm) – damals noch mit dem Namen Homberg (Kreis Alsfeld) – eingegliedert.
Für alle durch die Gebietsreform nach Homberg eingegliederten Gemeinden und die Kernstadt wurden Ortsbezirke mit Ortsbeirat und Ortsvorsteher nach der Hessischen Gemeindeordnung gebildet.

### Verwaltungsgeschichte im Überblick
Die folgende Liste zeigt die Staaten, in denen Dannenrod lag, sowie deren nachgeordnete Verwaltungseinheiten, denen es unterstand:
- vor 1567: Heiliges Römisches Reich, Landgrafschaft Hessen, Amt Homberg an der Ohm
- ab 1567: Heiliges Römisches Reich, Landgrafschaft Hessen-Marburg, Amt Homberg an der Ohm[18]
- 1604–1648: Heiliges Römisches Reich, strittig zwischen Landgrafschaft Hessen-Darmstadt und Landgrafschaft Hessen-Kassel (Hessenkrieg)
- ab 1604: Heiliges Römisches Reich, Landgrafschaft Hessen-Darmstadt, Oberfürstentum Hessen, Amt Homberg an der Ohm[19]
- ab 1806: Großherzogtum Hessen, Fürstentum Oberhessen, Amt Homberg an der Ohm[20][21]
- ab 1815: Großherzogtum Hessen, Provinz Oberhessen, Amt Homberg an der Ohm[22]
- ab 1821: Großherzogtum Hessen, Provinz Oberhessen, Landratsbezirk Kirtorf[23][Anm. 1]
- ab 1832: Großherzogtum Hessen, Provinz Oberhessen, Kreis Alsfeld
- ab 1848: Großherzogtum Hessen, Regierungsbezirk Alsfeld
- ab 1852: Großherzogtum Hessen, Provinz Oberhessen, Kreis Alsfeld
- ab 1866: Großherzogtum Hessen, Provinz Oberhessen (Norddeutscher Bund[Anm. 2]), Kreis Alsfeld
- ab 1871: Deutsches Reich, Großherzogtum Hessen, Provinz Oberhessen, Kreis Alsfeld
- ab 1918: Deutsches Reich, Volksstaat Hessen, Provinz Oberhessen, Kreis Alsfeld
- ab 1938: Deutsches Reich, Volksstaat Hessen, Landkreis Alsfeld[24][Anm. 3]
- ab 1945: Deutsches Reich, Amerikanische Besatzungszone, Groß-Hessen, Regierungsbezirk Darmstadt, Landkreis Alsfeld
- ab 1946: Deutsches Reich, Amerikanische Besatzungszone, Hessen, Regierungsbezirk Darmstadt, Landkreis Alsfeld
- ab 1949: Bundesrepublik Deutschland, Hessen, Regierungsbezirk Darmstadt, Landkreis Alsfeld
- ab 1971: Bundesrepublik Deutschland, Hessen, Regierungsbezirk Darmstadt, Landkreis Alsfeld, Stadt Homberg (Ohm)
- ab 1972: Bundesrepublik Deutschland, Hessen, Regierungsbezirk Darmstadt, Vogelsbergkreis, Stadt Homberg (Ohm)
- ab 1981: Bundesrepublik Deutschland, Hessen, Regierungsbezirk Gießen, Vogelsbergkreis, Stadt Homberg (Ohm)

### Gerichtszugehörigkeit seit 1803
In der Landgrafschaft Hessen-Darmstadt wurde mit Ausführungsverordnung vom 9. Dezember 1803 das Gerichtswesen neu organisiert. Für das Fürstentum Oberhessen (ab 1815 Provinz Oberhessen) wurde das „Hofgericht Gießen“ eingerichtet. Es war für normale bürgerliche Streitsachen Gericht der zweiten Instanz, für standesherrliche Familienrechtssachen und Kriminalfälle die erste Instanz. Übergeordnet war das Oberappellationsgericht Darmstadt. Die Rechtsprechung der ersten Instanz wurde durch die Ämter bzw. Standesherren vorgenommen und somit war für Dannenrod das „Amt Homberg an der Ohm“ zuständig. Nach der Gründung des Großherzogtums Hessen 1806 wurden die Aufgaben der ersten Instanz 1821 im Rahmen der Trennung von Rechtsprechung und Verwaltung auf die neu geschaffenen Landgerichte übertragen. „Landgericht Homberg an der Ohm“ war daher von 1821 bis 1879 die Bezeichnung für das erstinstanzliche Gericht in Homberg an der Ohm, das für Dannenrod zuständig war.
Anlässlich der Einführung des Gerichtsverfassungsgesetzes mit Wirkung vom 1. Oktober 1879, infolge derer die bisherigen großherzoglichen Landgerichte durch Amtsgerichte an gleicher Stelle ersetzt wurden, während die neu geschaffenen Landgerichte nun als Obergerichte fungierten, kam es zur Umbenennung in „Amtsgericht Homberg an der Ohm“ und Zuteilung zum Bezirk des Landgerichts Gießen. Am 15. Juni 1943 wurde das Gericht zur Zweigstelle des Amtsgerichtes Alsfeld aber bereits wieder mit Wirkung vom 1. Juni 1948 in ein Vollgericht umgewandelt. Am 1. Juli 1968 erfolgte die Auflösung des Amtsgerichts Homberg und Dannenrod wurde dem Bereich des Amtsgerichts Kirchhain zugeteilt. 1973 wechselte die Stadt Homberg an der Ohm und mit ihr Dannenrod in den Zuständigkeitsbereich des Amtsgerichts Alsfeld.

## Bevölkerung
Einwohnerstruktur 2025
Aktuell, Stand 1. Januar 2025, leben 191 Einwohner in Dannenrod.
Einwohnerstruktur 2011
Nach den Erhebungen des Zensus 2011 lebten am Stichtag dem 9. Mai 2011 in Dannenrod 183 Einwohner. Darunter waren 9 (4,9 %) Ausländer. Nach dem Lebensalter waren 21 Einwohner unter 18 Jahren, 69 zwischen 18 und 49, 51 zwischen 50 und 64 und 45 Einwohner waren älter. Die Einwohner lebten in 66 Haushalten. Davon waren 12 Singlehaushalte, 24 Paare ohne Kinder und 24 Paare mit Kindern, sowie 6 Alleinerziehende und 3 Wohngemeinschaften. In 15 Haushalten lebten ausschließlich Senioren und in 39 Haushaltungen lebten keine Senioren.
Einwohnerentwicklung
| • 1577: | 022 Hausgesesse                    |
| • 1806: | 215 Einwohner, 33 Häuser           |
| • 1829: | 235 Einwohner, 37 Häuser           |
| • 1867: | 245 Einwohner, 38 bewohnte Gebäude |
| • 1875: | 224 Einwohner, 39 bewohnte Gebäude |

| Dannenrod: Einwohnerzahlen von 1791 bis 2019 | Dannenrod: Einwohnerzahlen von 1791 bis 2019 | Dannenrod: Einwohnerzahlen von 1791 bis 2019 | Dannenrod: Einwohnerzahlen von 1791 bis 2019 | Dannenrod: Einwohnerzahlen von 1791 bis 2019 |
| --- | -------------------------------------------- | -------------------------------------------- | -------------------------------------------- | -------------------------------------------- |
| Jahr |                                              |                                              |                                              | Einwohner                                    |
| 1791 | 1791                                         |                                              | 197                                          | 197                                          |
| 1800 | 1800                                         |                                              | 184                                          | 184                                          |
| 1806 | 1806                                         |                                              | 215                                          | 215                                          |
| 1829 | 1829                                         |                                              | 235                                          | 235                                          |
| 1834 | 1834                                         |                                              | 266                                          | 266                                          |
| 1840 | 1840                                         |                                              | 252                                          | 252                                          |
| 1846 | 1846                                         |                                              | 264                                          | 264                                          |
| 1852 | 1852                                         |                                              | 259                                          | 259                                          |
| 1858 | 1858                                         |                                              | 238                                          | 238                                          |
| 1864 | 1864                                         |                                              | 258                                          | 258                                          |
| 1871 | 1871                                         |                                              | 237                                          | 237                                          |
| 1875 | 1875                                         |                                              | 224                                          | 224                                          |
| 1885 | 1885                                         |                                              | 284                                          | 284                                          |
| 1895 | 1895                                         |                                              | 290                                          | 290                                          |
| 1905 | 1905                                         |                                              | 283                                          | 283                                          |
| 1910 | 1910                                         |                                              | 291                                          | 291                                          |
| 1925 | 1925                                         |                                              | 234                                          | 234                                          |
| 1939 | 1939                                         |                                              | 243                                          | 243                                          |
| 1946 | 1946                                         |                                              | 324                                          | 324                                          |
| 1950 | 1950                                         |                                              | 358                                          | 358                                          |
| 1956 | 1956                                         |                                              | 286                                          | 286                                          |
| 1961 | 1961                                         |                                              | 247                                          | 247                                          |
| 1967 | 1967                                         |                                              | 262                                          | 262                                          |
| 1970 | 1970                                         |                                              | 244                                          | 244                                          |
| 1980 | 1980                                         |                                              | ?                                            | ?                                            |
| 1990 | 1990                                         |                                              | ?                                            | ?                                            |
| 2000 | 2000                                         |                                              | ?                                            | ?                                            |
| 2011 | 2011                                         |                                              | 183                                          | 183                                          |
| 2015 | 2015                                         |                                              | 187                                          | 187                                          |
| 2019 | 2019                                         |                                              | 161                                          | 161                                          |
| Datenquelle: Historisches Gemeindeverzeichnis für Hessen: Die Bevölkerung der Gemeinden 1834 bis 1967. Wiesbaden: Hessisches Statistisches Landesamt, 1968. Weitere Quellen: LAGIS; 1791; 1800: Stadt Homburg (Ohm); Zensus 2011 |                                              |                                              |                                              |                                              |

Historische Religionszugehörigkeit
| • 1829: | 234 evangelische (= 99,57 %), ein katholischer Einwohner           |
| • 1961: | 213 evangelische (= 86,23 %), 25 katholische (= 10,12 %) Einwohner |

## Sehenswürdigkeiten
Sehenswert ist die Evangelische Kirche Dannenrod. Des Weiteren der historische Dorfbrunnen Hainbuchenborn und die Wüstung Finkenhain.

## Vereine
- Freiwillige Feuerwehr Dannenrod
- Jugendfeuerwehr Dannenrod
- Oldtimer-Freunde Ohmtal
- VdK Appenrod/Dannenrod